# Uroxys tacanensis
Uroxys tacanensis är en skalbaggsart som beskrevs av Juan A. Delgado och Kohlmann 2007. Uroxys tacanensis ingår i släktet Uroxys och familjen bladhorningar. Inga underarter finns listade i Catalogue of Life.